# مدرسة جان دارك
مدرسة جان دارك هي مدرسة تاريخية تعود إلى القاجاريون، وتقع في طهران.